# Söderleds stadsdelsområde
Söderled var ett stadsdelsområde mellan 1997 och 1998 i Söderort i Stockholms kommun, vilket omfattade stadsdelarna Gubbängen, Hökarängen, Sköndal, Svedmyra och Tallkrogen. Stadsdelsnämnden startade sin verksamhet den 1 januari 1997 som en av 24 stadsdelsområden. Det lades samman 1 januari 1999 med Farsta stadsdelsområde.